# Allodape dapa
Allodape dapa är en biart som beskrevs av Embrik Strand 1912. Allodape dapa ingår i släktet Allodape och familjen långtungebin. Inga underarter finns listade i Catalogue of Life.